# Anton von Ulsamer

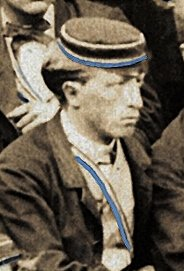
Anton Ulsamer

Anton Ulsamer, ab 1891 Ritter von Ulsamer, (* 12. Februar 1842 in Landshut; † 19. Oktober 1917 in München) war ein deutscher Ministerialbeamter in Bayern.

## Leben
Ulsamers Vater war Bezirksgerichtsarzt. Nach dem Abitur am Gymnasium Carolinum (Ansbach) (1860) studierte er an der Ludwig-Maximilians-Universität Rechtswissenschaft. 1861 wurde er im Corps Suevia München recipiert. Nachdem er 1867 den juristischen Staatskonkurs bestanden hatte, wurde er 1870 Ratsakzessist bei der Regierung in Niederbayern. 1873 heiratete er Amalie Lippmann. 1874 in das Münchner Ministerium einberufen, stieg er vom Regierungsassessor über den Regierungsrat und Oberregierungsrat rasch zum 1889 Ministerialrat (1889) auf. 1904 wurde er der 10. Präsident des Bayerischen Obersten Rechnungshofes. 1915 trat er in den Ruhestand.

„Während seiner 30jährigen Ministerialtätigkeit ist er der weiteren Oeffentlichkeit insbesondere in seiner Eigenschaft als Etatsreferent bekannt geworden. Als solcher hat er wohl an alle, das Ressort des Finanzministeriums betreffenden Landtagsverhandlungen teilgenommen. An der musterhaften Ordnung unseres Staatshaushaltes in der Aera Riedel hatte er jedenfalls mit einen Hauptverdienst. Er galt als „das Gewissen“ Riedels, des Finanzministers. Besondere Anerkennung erwarb er sich durch die Ausarbeitung der verschiedenen Gehaltsregulative sowie die Neuorganisation der Rentämter im Jahre 1903. In seiner nebenamtlichen Wirksamkeit für den k. Hof machte er sich um die Sanierung der Zivilliste besonders verdient. Vor allen ihm war es zu danken, daß nach dem Tod Ludwigs II. die Finanzen des Hofes in verhältnismäßig kurzer Zeit wieder in Ordnung kamen. Nach seiner Berufung in die Spitze des Obersten Rechnungshofes war sein Bestreben namentlich auch darauf gerichtet, dieser Behörde die ihr zukommende Selbständigkeit zu sichern. Das lange Jahre versehene Nebenamt des I. Vorstands im Verwaltungsrat des Staatsdienerunterstützungsvereins gab ihm willkommene Gelegenheit, viel Gutes im Stillen zu wirken, den Witwen und Waisen ein Helfer und Tröster zu sein.“

## Ehrungen
- Verdienstorden der Bayerischen Krone, Ritterkreuz, verbunden mit der Nobilitierung durch Prinzregent Luitpold von Bayern (1891)
- Prädikat Exzellenz (1907)